# Mejlis (Turkmenistan)
De Mejlis (Turkmeens: Türkmenistanyň Mejlisi; Nederlands: Turkmeense Vergadering, Assemblée) is het lagerhuis van het parlement van Turkmenistan. De Mejlis telt 125 leden die voor vijf jaar worden gekozen middels het districtenstelsel.
De Mejlis werd in 1992 opgericht en verving daarbij de Opperste Sovjet van de Turkmeense SSR (1938-1992), het parlement gedurende de periode dat Turkmenistan een republiek van de Sovjet-Unie was. In de beginperiode telde de Mejlis slechts 50 leden, maar door een grondwetswijziging in 2008 zijn dat er 125. Van 1992 tot 2008 was de Democratische Partij van Turkmenistan (TDP), de opvolger van de communistische partij, de enige toegestane partij in het land en bijgevolg kwamen alle zetels in de Mejlis aan de TDP. Deze partij domineert, ondanks de invoering van een meerpartijenstelsel, nog altijd het parlement.
In 2018 werd de grondwet gewijzigd en kreeg Turkmenistan een tweekamerstelsel met naast de Mejlis als lagerhuis, de Halk Maslahati (Volksraad) als hogerhuis.

## Lijst van voorzitters
| Naam                | Begin termijn                                      | Einde termijn    | Aantekeningen     |
| ------------------- | -------------------------------------------------- | ---------------- | ----------------- |
| Sakhat Muradow      | 18 november 1990                                   | 7 mei 2001       | [ 3 ] [ 4 ] [ 5 ] |
| Raşit Meredow       | 7 mei 2001                                         | 7 juli 2001      | [ 6 ]             |
| Rejepbay Arazov     | 7 juli 2001                                        | 13 maart 2002    |                   |
| Tagandurdy Hallyýew | 12 maart 2002                                      | 12 november 2002 |                   |
| Öwezgeldi Ataýew    | 12 november 2002                                   | 22 december 2006 | [ 7 ]             |
| Akja Nurberdiýewa   | 22 december 2006 (waarnemend tot 23 februari 2007) | 30 maart 2018    | [ 8 ]             |
| Gülşat Mämmedowa    | 30 maart 2018                                      | heden            | [ 9 ]             |

## Zetelverdeling
| Samenstelling Mejlis van Turkmenistan 2018 |                                        |   |          |
| Politieke partij                           | Politieke partij                       | % | Zetels   |
|                                            | Democratische Partij van Turkmenistan  |   | 55 / 125 |
|                                            | Agrarische Partij van Turkmenistan     |   | 11 / 125 |
|                                            | Partij van Industriëlen en Ondernemers |   | 11 / 125 |
|                                            | Partijloos                             |   | 48 / 125 |
| Bron: IPU                                  |                                        |   |          |